# (55) Pandora
(55) Pandora ist ein Asteroid des mittleren Hauptgürtels, der am 10. September 1858 vom US-amerikanischen Astronomen George Mary Searle in Albany, New York entdeckt wurde. Es war seine einzige Asteroidenentdeckung.
Der Asteroid wurde benannt nach Pandora, der ersten sterblichen Frau, die auf Wunsch von Zeus durch Hephaistos aus Ton gefertigt wurde, um Rache an Prometheus zu nehmen. Die Götter gaben ihr alle nötigen Gaben – Schönheit von Aphrodite, Beredsamkeit von Hermes usw., daher der Name, der „die Allbegabte“ bedeutet. Dann bekam sie eine schöne Schachtel, die sie dem Mann überreichen sollte, der sie heiratete. Prometheus durchschaute die List, aber sein Bruder Epimetheus heiratete Pandora. Er öffnete die Schachtel und es kam eine Vielzahl von Übeln heraus, die bis heute die Menschheit heimsuchen. Nur Hoffnung blieb auf dem Boden der Schachtel. In einer anderen Version sollte sie die Schachtel nicht öffnen, aber die Neugier siegte. Die Namensgebung hat ihren Anlass in einer berühmten Kontroverse des 19. Jahrhunderts zwischen Benjamin Apthorp Gould und den Treuhändern des Dudley Observatory in Albany, von wo aus er das Astronomical Journal herausgab. Die veröffentlichten Vorwürfe und Gegenvorwürfe sind heute in astronomischen Bibliotheken zu finden. Er wurde schließlich von „gedungenen Raufbolden“ hinausgeworfen. Blandina Bleecker Dudley (1783–1863), die Stifterin des Observatoriums, schlug daraufhin den Namen Pandora vor, „dessen treffende Bedeutung für alle offensichtlich sein wird“ (Gould). Der Name Pandora wurde auch dem Mond XVII des Saturn gegeben, der 1980 von der Raumsonde Voyager 1 entdeckt wurde.

## Wissenschaftliche Auswertung
Aus Ergebnissen der IRAS Minor Planet Survey (IMPS) wurden 1992 Angaben zu Durchmesser und Albedo für zahlreiche Asteroiden abgeleitet, darunter auch (55) Pandora, für die damals Werte von 66,7 km bzw. 0,30 erhalten wurden. Eine Auswertung von Beobachtungen durch das Projekt NEOWISE im nahen Infrarot führte 2012 zu vorläufigen Werten für den Durchmesser und die Albedo im sichtbaren Bereich von 84,8 km bzw. 0,20.
(55) Pandora war ursprünglich als Asteroid der Tholen-Spektralklasse M klassifiziert und später aufgrund der von IRAS gemessenen hohen Albedo auch als E-Typ eingestuft worden. Spektroskopische Untersuchungen mit der Infrared Telescope Facility (IRTF) am Mauna-Kea-Observatorium auf Hawaiʻi am 1. Februar 1988 und am 30. Dezember 1991 bestätigten die Zuordnung zum M-Typ, zeigten jedoch bestimmte Absorptionslinien von Wasser im Spektrum, die ungewöhnlich für metallische Asteroiden der Spektralklasse M sind, weshalb die Einstufung in eine neue Klasse W vorgeschlagen wurde. Das gemessene Spektrum entspricht am ähnlichsten dem von Pallasiten.

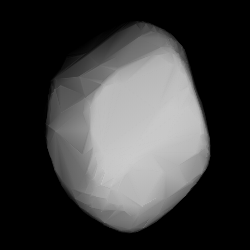
Berechnetes 3D-Modell von (55) Pandora

Photometrische Beobachtungen des Asteroiden erfolgten erstmals vom 25. August bis 11. September 1977 am La-Silla-Observatorium in Chile. Aus der während drei Nächten aufgezeichneten Lichtkurve wurde eine Rotationsperiode von 4,8043 h bestimmt. Auch eine Beobachtung am 27. Oktober 1982 am Osservatorio Astrofisico di Catania und am Osservatorio Astronomico di Collurania-Teramo in Italien leitete aus einer etwas spärlich besetzten Lichtkurve eine Periode von 4,806 h ab und bei einer Messung am 11. November 1982 am Osservatorio Astronomico di Torino in Italien passte die registrierte Lichtkurve ebenfalls zu einer solchen Periode, wie auch bei einer weiteren Beobachtung am 5. und 6. März 1984 am selben Observatorium.
Aus den Daten der Beobachtungen in den Jahren 1977, 1982 und 1984 wurde in einer Untersuchung von 1986 erstmals versucht, zwei alternative Lösungen für die Position der Rotationsachse sowie die Achsenverhältnisse eines dreiachsig-ellipsoidischen Gestaltmodells zu errechnen. Die Ergebnisse wurden aber als nicht sehr sicher eingeschätzt und weitere Beobachtungen als notwendig erachtet.
Eine Forschergruppe an der University of Arizona und am Planetary Science Institute in Tucson führte in den 1980er Jahren ein Programm zur „Photometrischen Geodäsie“ einer Anzahl von schnell rotierenden Asteroiden des Hauptgürtels durch, darunter auch (55) Pandora. Bei Beobachtungen am Kitt-Peak-Nationalobservatorium bei vier Gelegenheiten zwischen Dezember 1982 und April 1984 konnten mehrere Lichtkurven erfasst werden. Die Auswertung in einer Untersuchung von 1988 errechnete daraus eine Position für die Rotationsachse mit retrograder Rotation und einer Periode von 4,8038 h sowie die Achsenverhältnisse eines ellipsoidischen Gestaltmodells. Neue Beobachtungen im Dezember 1988 und April 1989 lieferten zusätzliche Lichtkurven, so dass in einer finalen Auswertung von 1991 die Lage von zwei alternativen Rotationsachsen, jetzt aber mit prograder Rotation, bestimmt und die Werte für die Achsenverhältnisse noch verbessert werden konnten. Für die Rotationsperiode wurde wieder der gleiche Wert abgeleitet.
Vom 26. Februar bis 30. April 1989 und vom 1. September bis 13. November 1991 wurden am Charkiw-Observatorium in der Ukraine, am Sanglok-Observatorium in Tadschikistan und am Table Mountain Observatory in Kalifornien neue Lichtkurven von (55) Pandora aufgezeichnet. Neue photometrische Messungen am 12. Februar 1993 am Roque-de-los-Muchachos-Observatorium auf La Palma lieferten Daten, die wieder zwei ähnliche Positionen für die Rotationsachse mit prograder Rotation, eine Periode von 4,8028 h sowie die Verhältnisse der Achsen lieferten. Auch eine Untersuchung von 1993 konnte aus zehn archivierten Lichtkurven eine Lösung für die Position der Rotationsachse mit prograder Rotation und einer Periode von 4,8038 h sowie die Achsenverhältnisse bestimmen, während eine weitere Untersuchung von 1995 aus den Lichtkurven der Jahre 1977 bis 1989 neben der bekannten Rotationsperiode und den Achsenverhältnissen wieder zwei Positionen für die Rotationsachse mit retrograder Rotation fand.
Obwohl die unterschiedlichen Berechnungen für die möglichen Positionen der Rotationsachse des Asteroiden und die Achsenverhältnisse durchaus ähnliche Ergebnisse lieferten, gab es aber immer wieder Diskrepanzen in der Festlegung der Drehrichtung. Aus den archivierten Lichtkurven der Jahre 1977, 1982–1983, 1984, 1988–1989 und zusätzlicher Verwendung der Charkiwer Lichtkurven von 1989 und 1991 konnten in einer Untersuchung von 1996 erneut zwei alternative Polachsen mit prograder Rotation und einer Periode von 4,8040 h und auch die Achsenverhältnisse bestimmt werden, dabei wurde die prograde Rotationsrichtung also definitiv bestätigt. Es wurde vermutet, dass die abweichende Angabe der Forschergruppe in 1988 auf der Verwendung nicht ausreichender Daten beruhte, während die unterschiedliche Angabe in der Untersuchung von 1995 unklar blieb.
Aus neuen photometrischen Messungen am 5. Januar 2002 am Sobaeksan Optical Astronomy Observatory (SOAO) in Korea konnten wieder eine Polachse, Achsenverhältnisse und eine Periode von 4,8168 h bestimmt werden. Eine Beobachtung am 22. und 23. Oktober 2010 am Nationalen Astronomischen Observatorium Roschen in Bulgarien ergab für die Rotationsperiode einen Wert von 4,7992 h.
Mit den von 1977 bis 1993 archivierten Daten aus dem Uppsala Asteroid Photometric Catalogue (UAPC) wurde dann in einer Untersuchung von 2003 erstmals ein dreidimensionales Gestaltmodell des Asteroiden sowie eine eindeutige Position für die Rotationsachse mit prograder Rotation und einer Periode von 4,80404 h bestimmt. Durch die Auswertung von neun Beobachtungen einer Sternbedeckung durch den Asteroiden am 18. Februar 2007 konnte in einer Untersuchung von 2011 gezeigt werden, dass das zuvor berechnete Gestaltmodell mit den Beobachtungsdaten übereinstimmt. Für den mittleren Durchmesser wurde ein Wert von 70 ± 7 km bestimmt.
Im Jahr 2021 wurde aus archivierten Daten und photometrischen Messungen von Gaia DR2 erneut eine Rotationsachse mit prograder Rotation berechnet. Die Rotationsperiode wurde dabei zu 4,80405 h bestimmt. Aus archivierten Daten des Asteroid Terrestrial-impact Last Alert System (ATLAS) aus dem Zeitraum 2015 bis 2018 konnte in einer Untersuchung von 2022 mit der Methode der konvexen Inversion eine Rotationsperiode von 4,80406 h berechnet werden. Im Jahr 2023 wurde aus photometrischen Messungen von Gaia DR3 erneut ein dreidimensionales Gestaltmodell des Asteroiden für zwei alternative Rotationsachsen mit prograder Rotation und einer Periode von 4,80402 h berechnet.